# TuralTuranX
TuralTuranX – azerski duet muzyczny, składający się z dwóch braci bliźniaków: Turala i Turana Bağmanowów (ur. 30 października 2000 w Zaqatali). Reprezentanci Azerbejdżanu w 67. Konkursie Piosenki Eurowizji (2023).

## Historia zespołu
W okresie szkolnym zafascynowali się fortepianem i często potajemnie ćwiczyli piosenki. Później ojciec kupił im używany syntezator. Nauczyli się też grać na gitarze. Początkowo pojawiali się w szkołach i na niektórych imprezach, jednak po śmierci ojca chwilowo przestali tworzyć muzykę. W międzyczasie Tural przeniósł się do Baku, i wraz z przyjacielem założył zespół TheRedJungle, z którym występował również Turan. Bracia występowali także jako muzycy uliczni.
2 lutego 2023 roku ogłoszono, że bracia znaleźli się wśród ostatnich pięciu kandydatów wewnętrznych selekcji Azerbejdżanu do Konkursu Piosenki Eurowizji 2023. 9 marca zostali wybrani jako reprezentanci kraju, a cztery dni później zaprezentowali swój konkursowy utwór, „Tell Me More”. 9 maja wystąpili w pierwszym półfinale Eurowizji 2023 i nie zakwalifikowali się do finału; zajęli 14. miejsce.

## Życie prywatne
Mieli także dwóch innych braci, Emina i Czamala, którzy zginęli w wypadku samochodowym w miejscowości Yuxarı Tala w 2015 roku.

## Dyskografia

### Single
| Rok  | Tytuł                 | Album |
| ---- | --------------------- | ----- |
| 2023 | „Tell Me More”        | –     |
| 2024 | „Reasons to Get High” | –     |